# Biserica „Sfânta Treime” a fostului schit Lespezi
Biserica „Sfânta Treime” a fostului schit Lespezi este un monument istoric aflat pe teritoriul localității Posada din cadrul orașului Comarnic. În Repertoriul Arheologic Național, monumentul apare cu codul 131381.01.